# Ionómero

Ejemplo de Ionómero.

Los ionómeros son una familia de polímeros que se caracterizan por tener unidades repetitivas no balanceadas eléctricamente, y por lo tanto presentar carga neta, tanto negativa en los aniómeros, como positiva en los catiómeros. Algunos polímeros como las proteínas pueden presentar tanto aminoácidos cargados positivamente como negativamente. Los ionómeros pueden tener un origen natural, como los alginatos, o sintético, como los poliestirenos sulfonatados.

## Ionómeros naturales
Entre los ionómeros naturales cabe destacar algunas proteínas o algunos polisacáridos como los alginatos (aniomérico, Alg-COO-) o los quitosanos (catioméros, Quit-NH3+).

## Ionómeros sintéticos
Cabe destacar el poli(etilen-co-ácido metacrílico) o el poliestireno sulfonatado, ambos anioméros. Se pueden también sintetizar poliuretanos con unidades que tomen carga eléctrica, tanto negativa como positiva según la formulación. Algunos ejemplos de estos son los poliuretanos catioméricos con aminas terciarias como extendedores de cadena, que son dispersables en medios acuosos en medios ligeramente ácidos.

## Aplicaciones
Algunos ionómeros vítreos son empleados como pastas dentales en odontología regenerativa.